# Brita Alvern
Brita Alvern var en påstådd norsk häxa från Indredale. Rättegången mot henne, som utspelade sig 1729, var en av de sista häxprocesserna i Norge och en av de sista i Skandinavien. Den anses viktig då den illustrerar häxprocesserna i en brytningstid med den gamla ideologin.

## Första gången
Brita Alvern stämdes inför byatinget i Indredale Skipreide i Sunnfjord 19 februari 1729 anmäld för att utöva trolldom. Anmälningen hade inlämnats av fogden, Hugo Friderich Mortensen, som hade gjort anmälningen på uppmaning av prästen och allmänheten. Hon förhördes av fogden, sorenskrivaren och prästen. Prästen uppmanade henne att bekänna för att på så sätt bli förlåten av Gud, men det vägrade Alvern.
Fogden sökte nu stöd av stiftsamtmannen för att driva fallet vidare. Amtmannen ville inte ha med saken att göra utan påpekade att trolldomsfall var dumheter och att sådana ofta lett till felaktiga domar i det förflutna, och att om fogden ville driva saken vidare så fick han göra det på eget ansvar, något som säkert skulle skada hans anseende. Fogden svarade att han tagit upp målet på allmän begäran och med stöd från prästerskapet, men amtmannen svarade att prästerskapet inte hade något med rättsprocessen att göra.

## Andra gången
Fogden valde att gå vidare med saken. Den 9 augusti 1729 ställdes Alvern åter inför rätta, nu tillsammans med sin bror Ole. Den här gången erkände hon att hon försvurit sig till Djävulen som mött henne i skepnad av en människa med röda klor och gett henne makten att kasta sjukdom på människor och djur, och Ole bekände att han fått förmågan att stämma blod och bota gikt.
Fogden vände sig då ännu en gång till amtmannen med begäran om stöd att fortsätta processen, nu med stöd av erkännandet. Amtmannen ville inte ha med saken att göra, och tillade att om fogden ville fortsätta, så borde fallet klaras av snabbt och de anklagade inte sitta fängslade för länge. Amtmannen överlät fogden att fortsätta fallet på eget ansvar precis som förra gången. 
Därefter vet man inte vad som hände, eftersom dokumenten som beskriver resten av processen är försvunna. 

## Efterspel
Om Brita och Ole dömdes skyldiga till häxeri efter att ha erkänt sig skyldiga, vilket de ju hade gjort, var de i så fall de två sista personerna som blev avrättade för häxeri i Skandinavien. Detta är dock inte det sista fallet av häxprocess man känner till från Norge. Hösten 1730 anklagades den trettonåriga Siri Jørgensdatter från Øyer i Gudbrandsdalen för att ha ridit till häxsabbat med sin mormor på ryggen på sin far, men målet avvisades. År 1732 anklagades sex personer i Möre og Romsdal för häxeri, men de anklagade dömdes inte till döden, och det gjorde heller inte Gautes Marie Nilsdatter i Stavanger 1747. År 1754 nämns som det senaste årtalet för en häxprocess för Norge, då Susanne Monsdatter ställdes inför rätta i Hordaland, men det tycks inte ha lett till något dödsstraff.
Den sista säkert bekräftade avrättningen av en person för häxeri i Norge var avrättningen av Johanne Nilsdatter i Kvaefjord i Sör-Troms år 1695.